# Japan Post Bank
Japan Post Bank Co., Ltd. (株式会社ゆうちょ銀行, Kabushiki-gaisha Yū-cho Ginkō, abreviat ゆうちょ銀行 (Yū-cho Ginkō), o simplement ゆうちょ (Yū-cho)), és un banc japonès de Fintech, amb seu a Tòquio, que forma part del grup Japan Post Holdings.